# Cupra Tavascan
Cupra Tavascan – elektryczny samochód osobowy typu crossover klasy średniej produkowany pod hiszpańską marką Cupra od 2023 roku.

## Historia i opis modelu

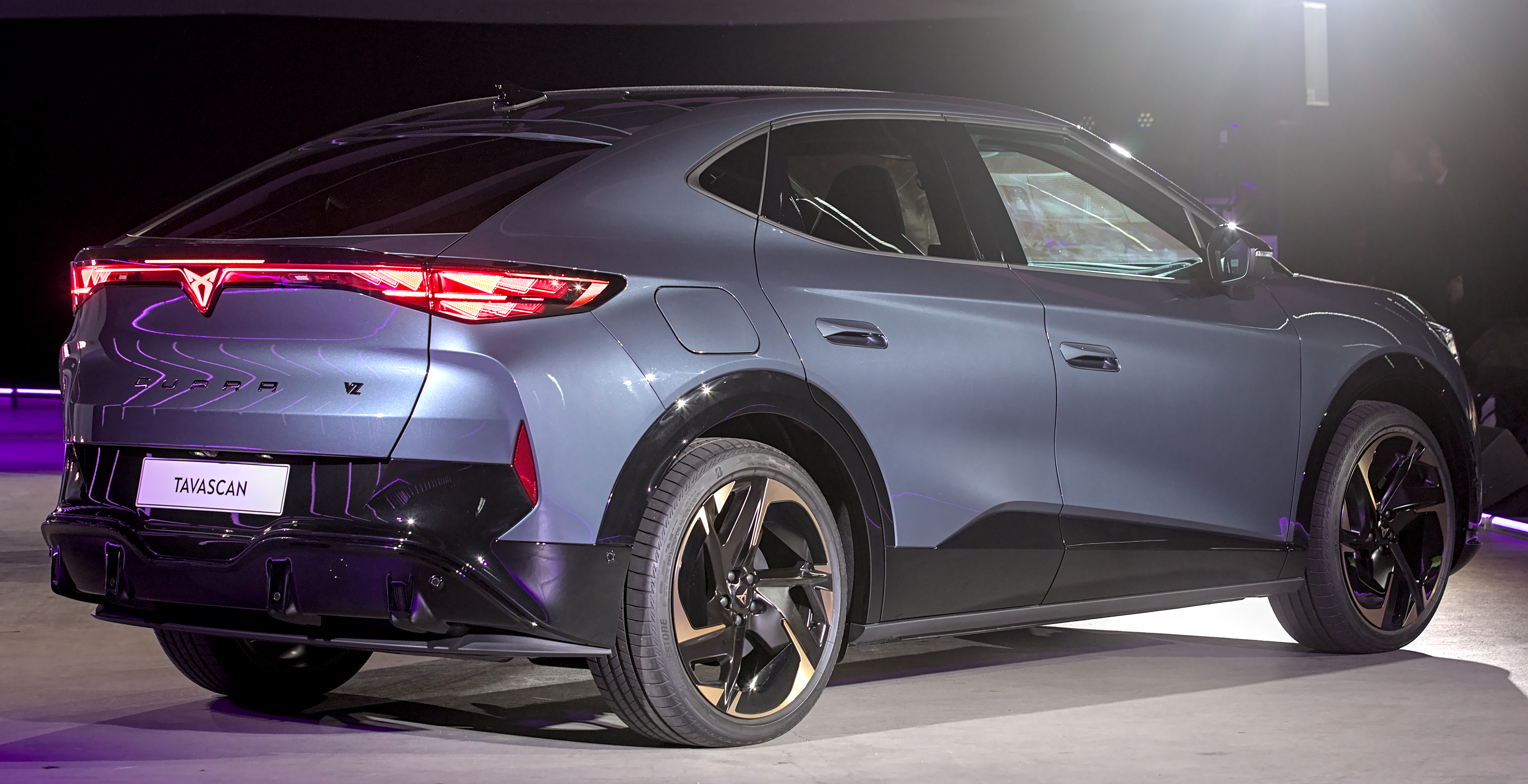
Cupra Tavascan – tył

We wrześniu 2019 roku podczas targów motoryzacyjnych we Frankfurcie zaprezentowano model koncepcyjny tego samochodu. W marcu 2023 roku zaprezentowano pierwsze teaserowe zdjęcia auta. Miesiąc później, 21 kwietnia oficjalnie zaprezentowano ten model. Samochód trafił do sprzedaży w 2024 roku.